# 火烧云 (阿克赛钦)
火烧云是位于中国新疆维吾尔自治区和田县，同时也位于中印争议领土阿克赛钦的一个地区。该地有一座铅锌矿，是目前中国最大、亚洲第二大的铅锌矿床，于2011年由新疆地矿局第八地质大队发现，其铅锌资源量有1800多万吨。